# Sentier de grande randonnée 145
Le sentier de grande randonnée 145 (GR 145) part de Calais et chemine en Hauts-de-France, passant à Arras, Saint-Quentin, Laon puis en Grand Est via Reims, Langres, Besançon, jusqu'aux Fourgs (Jura). Il est décrit par un topoguide bilingue dans son parcours dans le Pas de Calais (245 km) et est balisé complètement en Picardie et Champagne-Ardenne.
Ce sentier GR est aussi appelé Via Francigena, ce pour des raisons historiques, à l'image des chemins de Compostelle.